# Джим Бівер
Джим Бі́вер (англ. Jim Beaver) — американський актор, драматург, сценарист і кіноісторик.

## Біографія
Джим Бівер народився в містечку Ларамі (штат Вайомінг) в родині Дороті Адель (до шлюбу Кроуфорд) і Джеймса Нормана Бівера-старшого, бухгалтера і служителя церкви.
Після закінчення школи Бівер завербувався в морську піхоту США, дослужився до капрала. Демобілізувався в 1971 році.
У театрі дебютував в 1972 році, ще під час навчання в коледжі.
У 1979 році перебрався до Нью-Йорка і написав три перших п'єси на замовлення театру акторів Луїсвілла (англ. Actors Theatre of Louisville), це були п'єси «Spades», «Sidekick» і «Semper Fi». Після цього Джим став писати статті і огляди для журналу «Films in Review».

## Вибрана фільмографія

### Фільми
- 1981 — Нічні яструби / Nighthawks — пасажир метро
- 1983 — Сілквуд / Silkwood — директор заводу
- 1987 — Голлівудський розклад / Hollywood Shuffle — почтар
- 1989 — Тернер і Хуч / Turner & Hooch — директор заводу
- 1989 — Країна / In Country — Ерл Сміт
- 1992 — Сестро, дій / Sister Act — детектив Кларксон
- 1993 — Щепка / Sliver — детектив Айра
- 1993 — Джеронімо: Американська легенда / Geronimo: An American Legend — офіцер
- 1994 — Азартна гра / Blue Chips — батько Рокі
- 1994 — Удвох / Twogether — Оскар
- 1994 — Погані дівчата / Bad Girls — Грейвс, детектив агентства Пінкертон
- 1999 — Магнолія / Magnolia — меценат
- 2000 — Там, де серце / Where the Heart Is
- 2001 — Нічого собі поїздочка / Joy Ride — шериф Ріттер
- 2002 — Адаптація / Adaptation — Ранжер Тоні
- 2003 — Життя Девіда Гейла / The Life of David Gale — Герцог Гровер
- 2007 — Пророк / Next — Вісдом
- 2009 — Темна і бурхлива ніч / Dark and Stormy Night — Джек Тугдон
- 2015 — Багряний пік / Crimson Peak — Картер Кашинг
- 2017 — Біллі Бой / Billy Boy — Кребтрі
- 2021 — Алея жаху / Nightmare Alley — шериф Джедедія Джадд

### Серіали
- 1990 — Той , хто дзовнить опівночі / Midnight Caller — Том Барлоу [Епізод: "Ryder on the Storm"]
- 1990 — Таємниці батька Даулінг / Father Dowling Mysteries — Дрейк [Епізод: "The Murder Weekend Mystery"]
- 1991 — Санта-Барбара / Santa Barbara [5 епізодів]
- 1993 — Лоїс і Кларк: Нові пригоди Супермена / Lois & Clark: The New Adventures of Superman — Генрі Барнс
- 1998 — Секретні матеріали / The X-Files [Сезон 6, епізод 21]
- 2004 — Дедвуд / Deadwood [28 серій]
- 2005 — Надприродне / Supernatural — Боббі Сінгер [1 — 8 сезони], Боббі Сінгер з альтернативної реальності [13 — 14 сезони]
- 2006 — CSI: Місце злочину / CSI: Crime Scene Investigation [2 епізоди]
- 2009 — Острів Харпера / Harper's Island [11 епізодів]
- 2011 — Менталіст / The Mentalist [Сезон 3, епізод 5]
- 2011 — Теорія брехні / Lie to me [Сезон 3, епізод 7]
- 2011 — Пуститися берега / Breaking Bad (Сезон 4, епізод 2)
- 2012 — Декстер / Dexter [Сезон 7, епізод 10]
- 2016 — Краще подзвоніть Солу / Better Call Saul [2 епізоди]
- 2016 — Кістки / Bones [Епізод: "The Monster in the Closet"]
- 2019 — Хлопаки / The Boys [6 епізодів]
- 2019 — Вартові / Watchmen [Епізод: "Martial Feats of Comanche Horsemanship"]
- 2021 — Будь позитивним /  B Positive [14 епізодів]
- 2023 — Вінчестери / The Winchesters — Боббі Сінгер

## Сайт
- Джим Бівер — біографія актора [Архівовано 9 травня 2013 у Wayback Machine.]
- Джим Бівер у соцмережі «Твіттер»